# دهبان
دهبان، روستایی از توابع بخش چاهورز شهرستان لامرد در استان فارس ایران است.

## جمعیت
این روستا در دهستان چاه‌ورز قرار دارد و بر اساس سرشماری مرکز آمار ایران در سال ۱۳۸۵، جمعیت آن ۳۸۷ نفر (۹۰ خانوار) بوده‌است.